# L'enfant gras
L'enfant gras è un dipinto a olio su tela (46 x38 cm) realizzato nel 1915 dal pittore italiano Amedeo Modigliani.
Inizialmente fece parte della collezione del mercante Paul Guillaume, poi fu acquistato da Lamberto Vitali; attualmente si trova esposto presso la Pinacoteca di Brera a Milano.
Alcuni sostengono che si tratta di uno studio per il ritratto di una donna giovane. Il titolo Enfant Gras è riportato dallo stesso autore sul quadro, in alto a sinistra (come era abituato a fare).